# Свободные Ключи
Свободные Ключи — село в Кинель-Черкасском районе Самарской области, относится к сельскому поселению Кинель-Черкассы.

## География
Находится на берегу реки Большой Кинель.

## История
Деревня (вместе с деревней Тимашево) была основана братьями Иваном и Михаилом Тимашевыми, которые в конце XVIII века скупили эти земли у кочевых башкирских племён и заселили их своими крепостными крестьянами из Темниковского уезда Мордовии.
В конце XVIII века в Ключах проживало примерно 250 человек в 35 крестьянских дворах, из них 123 мужчины и 130 женщин, средняя семья состояла из 7 человек. Пашен за деревней числилось 300 десятин, сенокосов — 200, степи — 1200, солонцов — 1936.
Впоследствии Ключами владел сын Михаила Тимашева Фёдор, который отдал деревню в приданое своё дочери Капитолине, выданной замуж за самарского дворянина, коллежского асессора Ивана Ивановича Неплюева. От них село по наследству перешло к их сыну Афиногену, рожденному в 1818 году. Им, в 1861 году в Ключах была построена небольшая деревянная церковь во имя Казанской иконы Божией Матери.
От него село по наследству перешло к его сыну Сергею, а от него оно перешло к его дочери Марии Сергеевне. При ней имение пришло в упадок и его пришлось заложить.
В 1880 году земли и постройки по закладной были выкуплены врачом-гомеопатом Карлом Карловичем Боянусом, который переехал с семьёй в Ключи в 1885 году. При нём перед домом в пойме реки был разбит парк, заложены три сада, в селе началось разведение породистых лошадей и коров, были построены молокозавод и водокачка, которая снабжала водой не только усадьбу, но и все село.
В 1895 году усадьба сгорела, в огне погибла библиотека Карла Боянуса. Через некоторое время был построен новый дом, первый этаж которого был каменный, а второй — деревянный. Над парадным входом был устроен большой балкон. Летом на него из залы выкатывали рояль и устраивали танцы.
В 1897 году, после смерти Карла Карловича управление усадьбой перешло к его дочери Любови Карловне. При ней, в 1917 году усадьба была национализирована, а Боянусы изгнаны из Ключей.
В 1926 году в Ключах был создан еврейский колхоз «Най Лебен» (с идиш — «Новая жизнь»), с 1933 года в колхоз стали принимать крестьян других национальностей. В 60-е годы XX века при укрупнении колхозов он перестал существовать.

## Население
| 2010 |
| ---- |
| 61   |